# 7:e gardesarmén
7:e gardesarmén var en armé i Röda armén under andra världskriget. Den bildades den 16 april 1943 från 64:e armén.

## Slag

### Kursk
Armén tillhörde Voronezjfronten.

#### Organisation
Arméns organisation.
- 24:e gardesskyttekåren
  - 15:e gardesskyttedivisionen
  - 36:e gardesskyttedivisionen
  - 72:a gardesskyttedivisionen
- 25:e gardesskyttekåren
  - 73:e gardesskyttedivisionen
  - 78:e gardesskyttedivisionen
  - 81:a gardesskyttedivisionen
- 213:e skyttedivisionen